# Simon Kunz
Simon Kunz (nascido em 8 de maio de 1954) é um ator britânico.

## Filmografia

### Filmografia selecionada
- Quatro Casamentos e um Funeral 1994
- The Young Poisoner's Handbook 1995
- The Parent Trap 1998
- The Bunker 2001
- City of Ember 2008
- Walking with the Enemy 2013
- Just Henry (telefilme)  2011
- O Filho de Deus 2014
- O Estrangeiro 2017

### Televisão
- Highlander: The Series
- My Family
- Ancient Rome: The Rise and Fall of an Empire
- Midsomer Murders
- Minder
- The Bill
- Casualty
- MI High
- A Bíblia (2013) como Nicodemos
- Rosemary and Thyme
- Sherlock - "His Last Vow"
- The Last Kingdom
- Genius (série) - 2017

## Teatro
- Comedians
- Blood and Gifts
- 55 Days